# Gustave Peronnet
Gustave Peronnet, född 1824 i Bordeaux, död 1900, var en fransk pianist. 
Peronnet studerade vid konservatoriet i Paris. Han erhöll 1852 professorsplatsen i piano vid konservatoriet i Marseille. 